# キヤノン EOS 10D
キヤノン EOS 10Dは、キヤノン製デジタル一眼レフカメラのハイアマチュア向け下位シリーズである
ここではEOS 10Dと、後継機種のEOS 20D、EOS 30D、EOS 40D、EOS 50D、EOS 60D、EOS 70D、EOS 80D、EOS 90Dについて取り上げる。

## EOS 10D

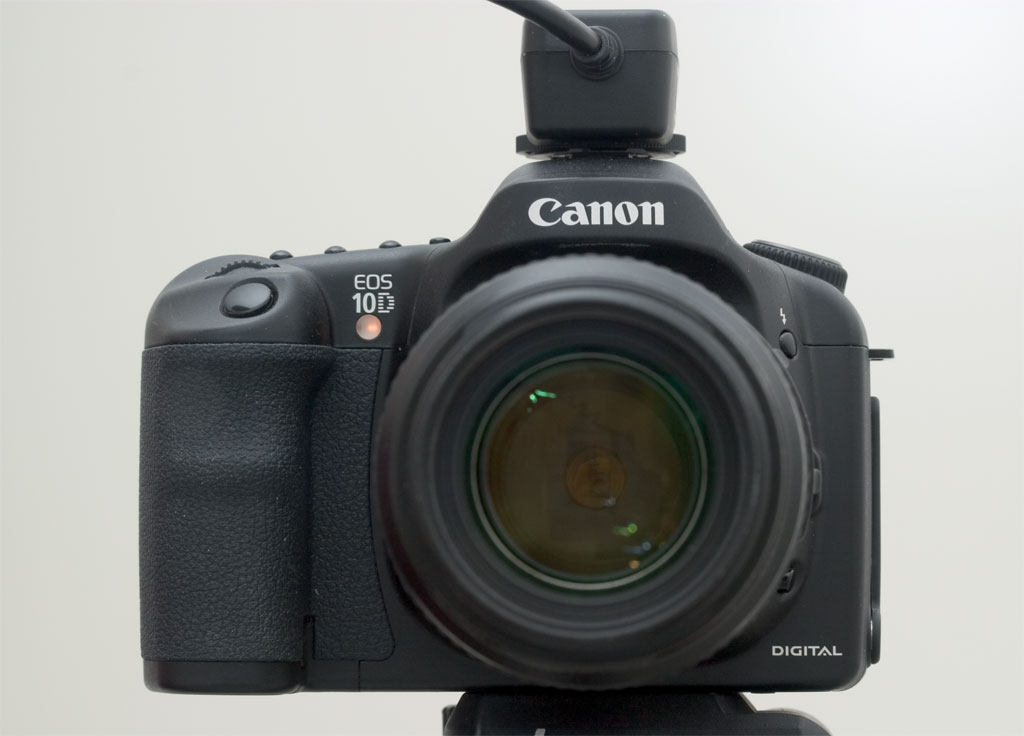
EOS 10D

2003年（平成15年）3月21日発売。2002年（平成14年）に発売されたEOS D60のマイナーチェンジ版として登場。当時のライバル機種にはニコンのD100やD70がある。店頭での販売価格が20万円を切ったことでデジタル一眼レフカメラがアマチュアにもより身近なものになり、注目を集めた。

### 主な仕様
- 撮影素子：22.7×15.1 mm APS-CサイズCMOSセンサー
- 有効画素数：約630万画素（総画素650万画素）
- 画像エンジン：DIGIC
- レンズマウント：キヤノンEFマウント
- フォーカス：7点オートフォーカス
- ISO感度：100 - 1600相当、1/2段ステップ（ISO3200相当への拡張設定可能）
- シャッター速度：1/4000 - 30秒（1/3、1/2段ステップ）、バルブ、X = 1/200秒
- 測光方式：35分割SPC使用、TTL開放測光（評価測光、部分測光、中央部重点平均測光）
- 露出補正：±2段（1/3、1/2段ステップ）
- ホワイトバランス：オート、太陽光、日陰、くもり、白熱電球、白色蛍光灯、フラッシュ、マニュアル、色温度指定
- ファインダー視野率：上下左右とも約95 %
- モニタ：11.8万画素1.8インチTFT液晶モニタ
- E-TTL自動調光対応
- 最大連写枚数：3枚/秒（JPEG、RAW共に最大9枚）
- 大きさ：149.7（幅）×107.5（高さ）×75.0（奥行） mm
- 重量：790 g（本体のみ）
- ボディ材質 : マグネシウム合金

## EOS 20D

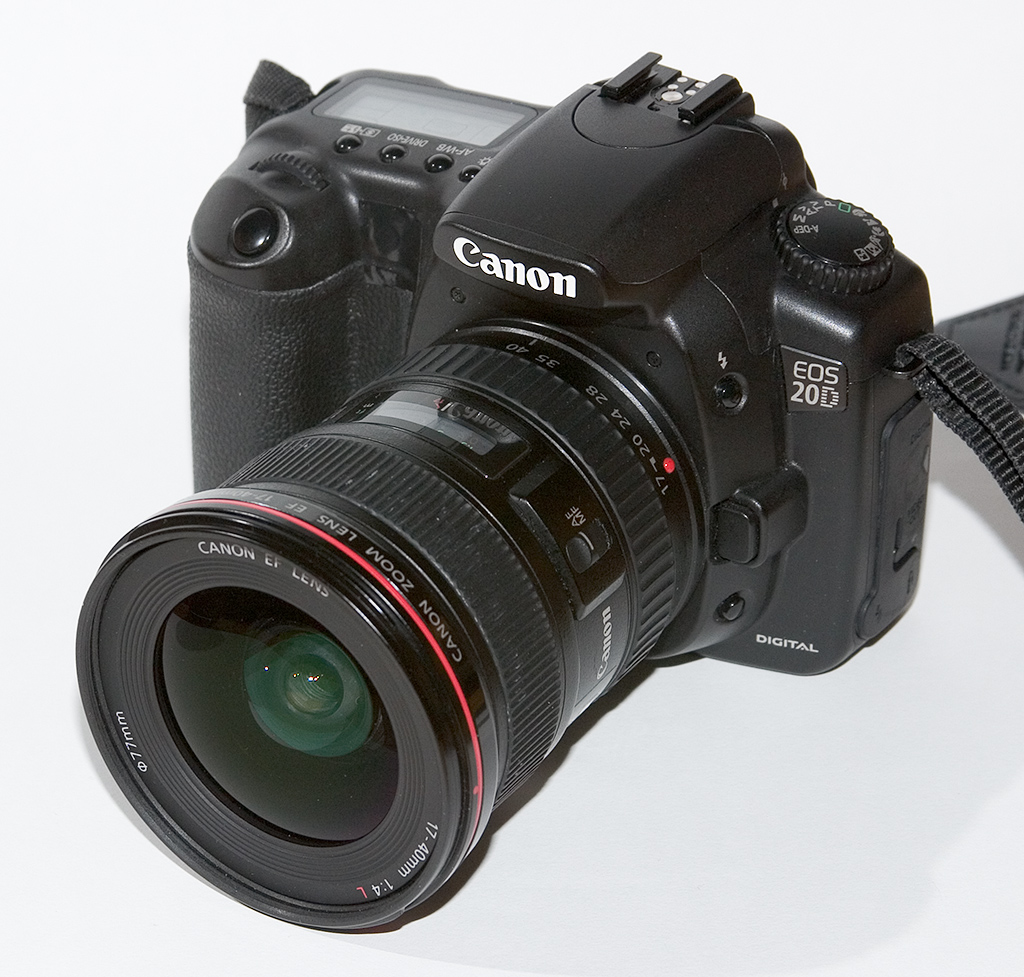
EOS 20D

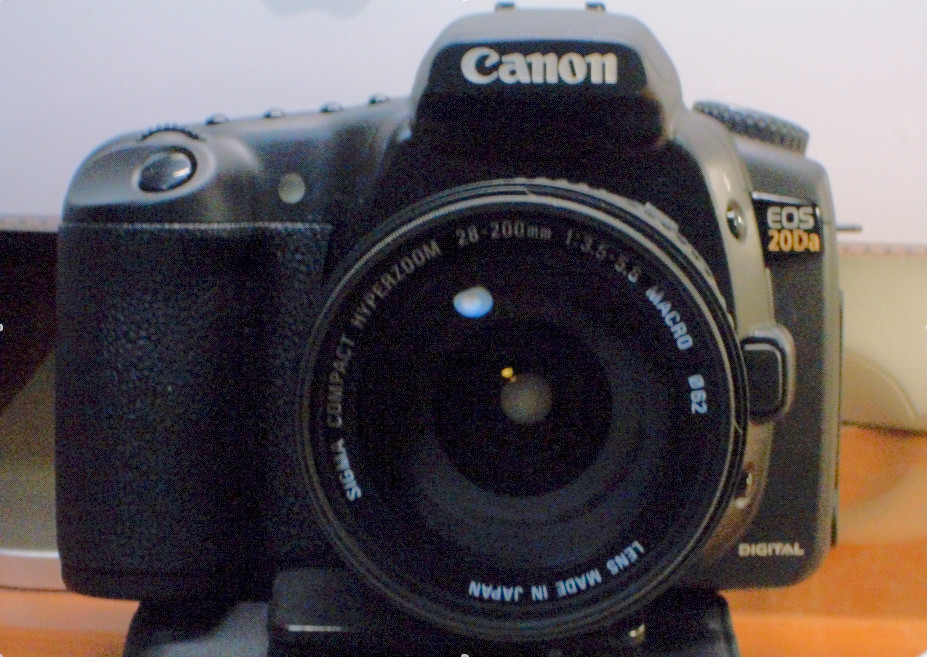
EOS 20Da

2004年（平成16年）9月18日発売。EOS 10Dの後継機種。発売当時、同価格帯のデジタル一眼レフカメラで820万画素、5枚/秒の連写機能をもつ機種はなかった為、大いに注目を集め、発売当初は品切れ状態が続いた。2005年（平成17年）には天体撮影向けのEOS 20Daも発売されている（受注生産のみ）。

### 主な仕様（10Dとの変更点のみ）
- 有効画素数：約820万画素（総画素850万画素）
- 画像エンジン：DIGIC II
- レンズマウント：キヤノンEFマウント（EF-Sレンズ使用可能）
- フォーカス：9点オートフォーカス
- シャッター速度：1/8000 - 30秒（1/3、1/2段ステップ）、バルブ、X = 1/250秒
- E-TTL II自動調光対応
- 最大連写枚数：5枚/秒（JPEG：最大23枚、RAW：最大6枚）
- 大きさ：144（幅）×105.5（高さ）× 71.5（奥行） mm
- 重量：685 g（本体のみ）

### その他変更点
- ファインダーの視認性向上。
- 高感度撮影時のノイズ低減。
- 別売のバッテリーグリップ及びそれに付属のバッテリーマガジンを使うことで単3乾電池6個でも起動することが可能になった。
- ペンタ部の「Canon」のロゴが印刷から彫り文字に変更された。

## EOS 30D

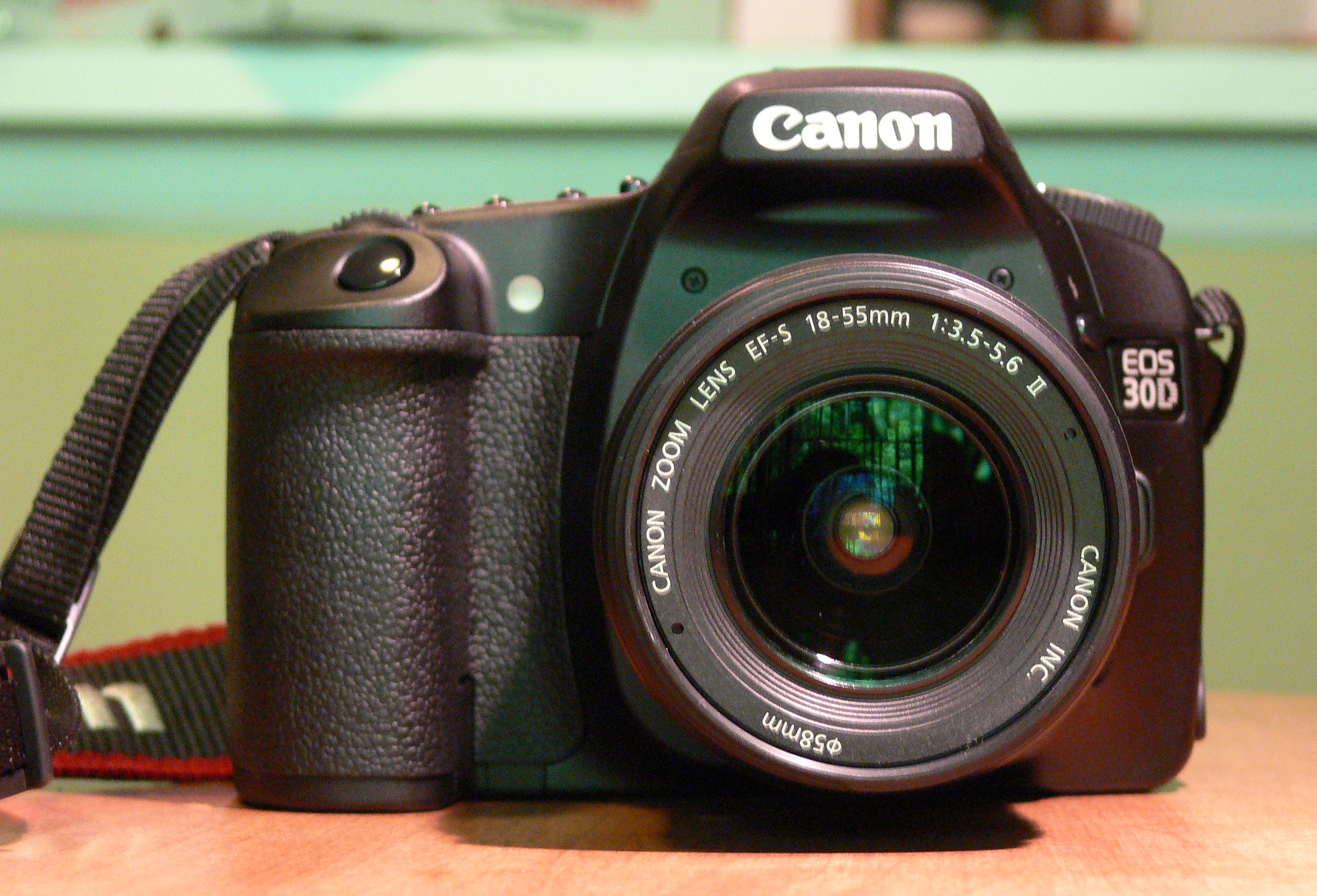
EOS 30D

2006年（平成18年）3月17日発売。EOS 20Dの後継機種だが、マイナーチェンジ版でもある。ライバル機種のニコンD200に画素数で劣るものの、大きくなった液晶モニターや高感度撮影時の低ノイズなどは評価された。シャッターの動作耐久10万回を謳う。

### 主な仕様（20Dとの変更点のみ）
- ISO感度：100 - 1600相当、1/2段、1/3段ステップ（ISO3200相当への拡張設定可能）
- 測光方式：35分割SPC使用、TTL開放測光（評価測光、部分測光、スポット測光、中央部重点平均測光）

- ピクチャースタイル：スタンダード、ポートレート、風景、ニュートラル、忠実設定、モノクロ、ユーザー設定
- モニタ：23万画素2.5インチTFT液晶モニタ
- 最大連写枚数：高速5枚/秒、低速3枚/秒（JPEG：最大30枚、RAW：最大11枚）
- 大きさ：144（幅）× 105.5（高さ）× 73.5（奥行） mm
- 重量：700 g（本体のみ）

## EOS 40D

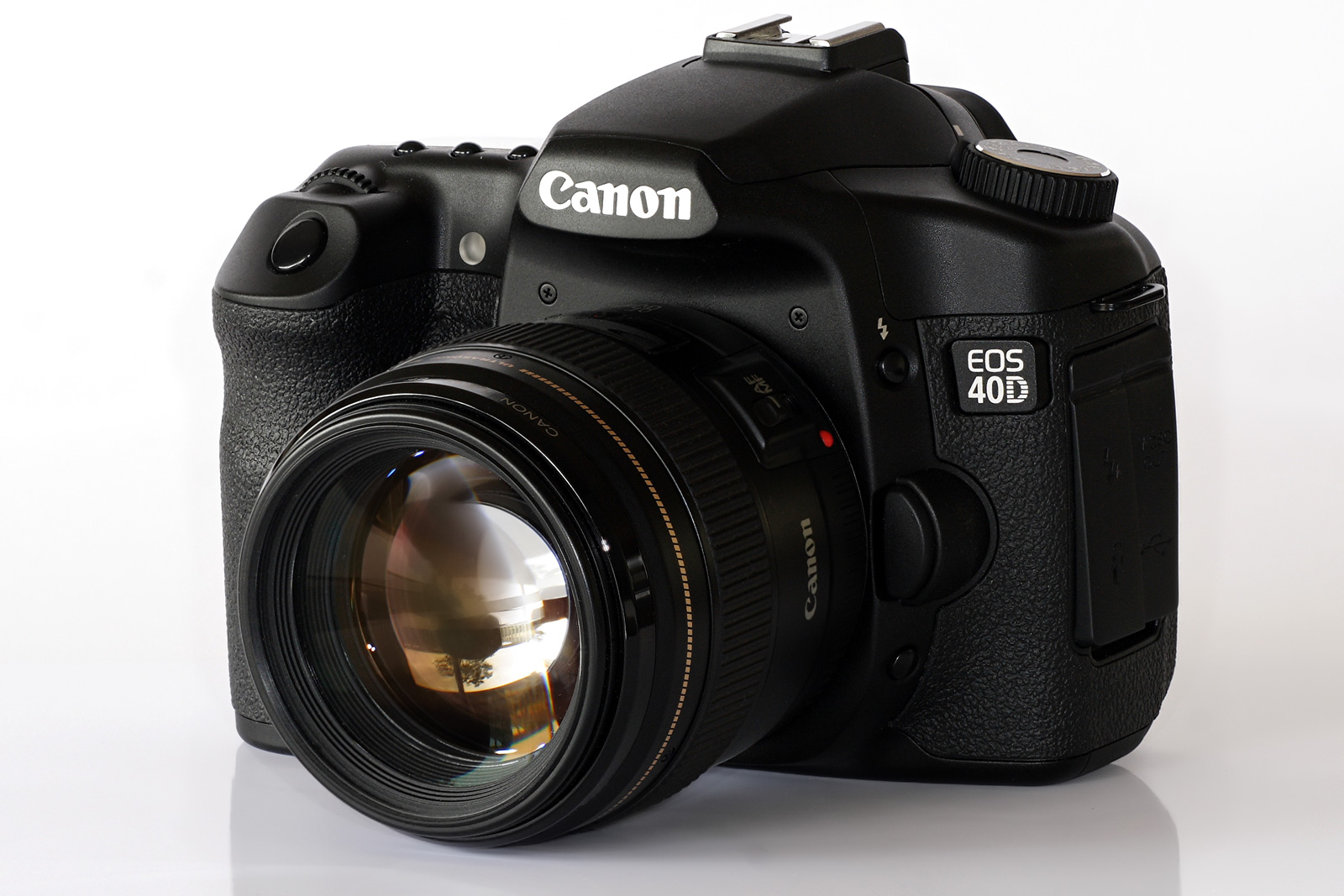
EOS 40D

2007年（平成19年）8月31日発売。EOS 30Dの後継機種。CMOSセンサー画素数が1,010万画素にまで向上したほか、DIGIC III、ほこり除去機構「EOS Integrated Cleaning System」、ライブビューなど、プロフェッショナル機のEOS-1D MarkIII譲りの機能を搭載している。
同機はフィルムカメラを含む日本国内で販売されるEOSシリーズではじめて「4」の数字を持つ機種番号となった。
イメージキャラクターには渡辺謙を起用している（後継機の50D・60Dでも引き続き出演）。

### 主な仕様（30Dとの変更点のみ）
- 撮影素子：22.2×14.8 mmAPS-CサイズCMOSセンサー
- 有効画素数：約1,010万画素（総画素1,050万画素）
- 画像エンジン：DIGIC III
- モニタ：23万画素3インチTFT液晶モニタ

（モニタのサイズがひとまわり大きくなったので、従来左縦位置にあった操作ボタンが下側水平に配置された）
- 最大連写枚数：高速6.5枚/秒、低速3枚/秒（JPEG：最大75枚、RAW：最大17枚）
- ライブビュー機能搭載
- 大きさ：145.5（幅）×107.8（高さ）×73.5（奥行） mm
- 重量：740 g（本体のみ）

### その他変更点
- AF測距点は9点とEOS 30Dから変更はないが、全点クロスタイプ（中央部はF2.8対応、他はF5.6対応）となったことにより、AF精度が向上した。
- sRAWでの記録が可能になった（sRAW+JPEG同時記録も可）。
- オプションのワイヤレスファイルトランスミッターWFT-E3の使用により、LAN（有線・無線）を介した画像転送や、外部USB記録媒体（メディアストレージM80を含む）への記録が可能になった。
- バッテリー蓋が防塵防滴となった。

## EOS 50D

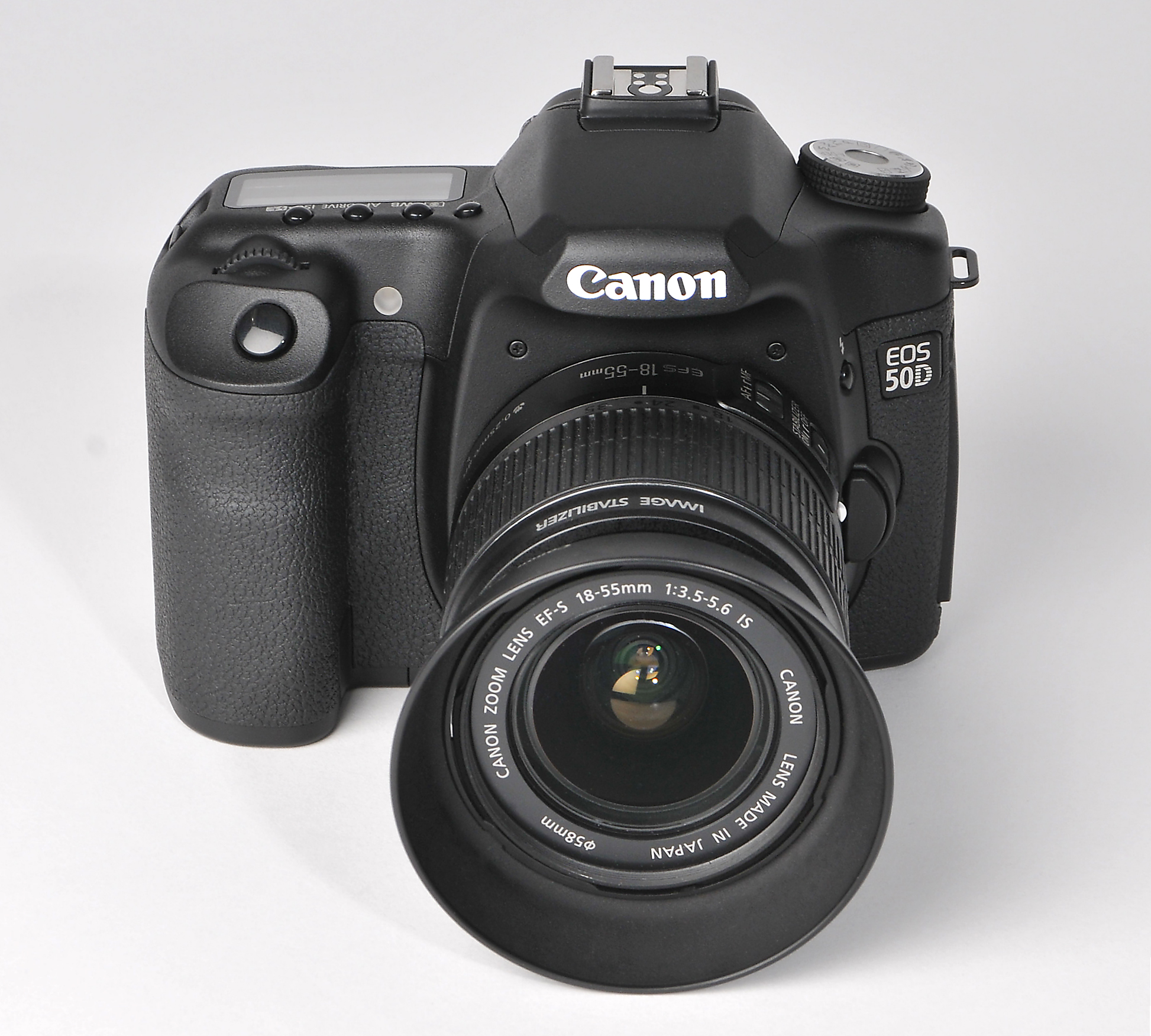
EOS 50D

2008年（平成20年）9月27日発売。EOS 40Dの後継機種。画素数が1,510万画素にまで向上した。また、同社の製品としては初のDIGIC 4を搭載したモデルである。

### 主な仕様（40Dとの変更点のみ）
- 撮影素子：22.3×14.9 mmAPS-CサイズCMOSセンサー
- 有効画素数：約1,510万画素
- 画像エンジン：DIGIC 4
- ISO感度：100 - 3200相当、1/2段、1/3段ステップ（ISO6400,12800相当への拡張設定可能）
- 最大連写枚数：高速6.3枚/秒、低速3枚/秒（JPEG：最大90枚、RAW：最大16枚）
- モニタ：約92万ドット（VGA）3インチTFT液晶モニタ
- sRAW2：約380万（2376×1584）画素
- 重量：730 g（本体のみ）

## EOS 60D

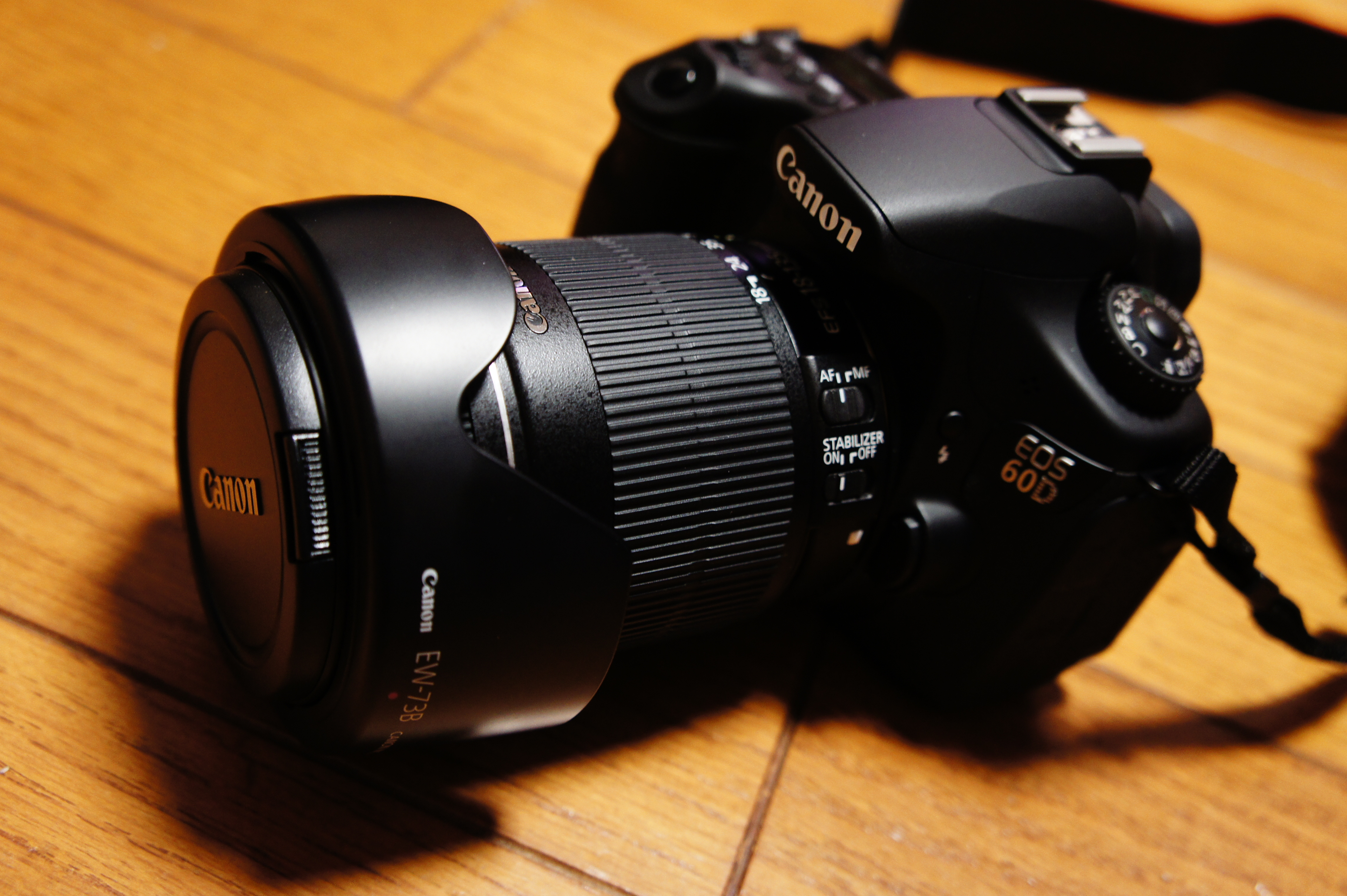
EOS 60D

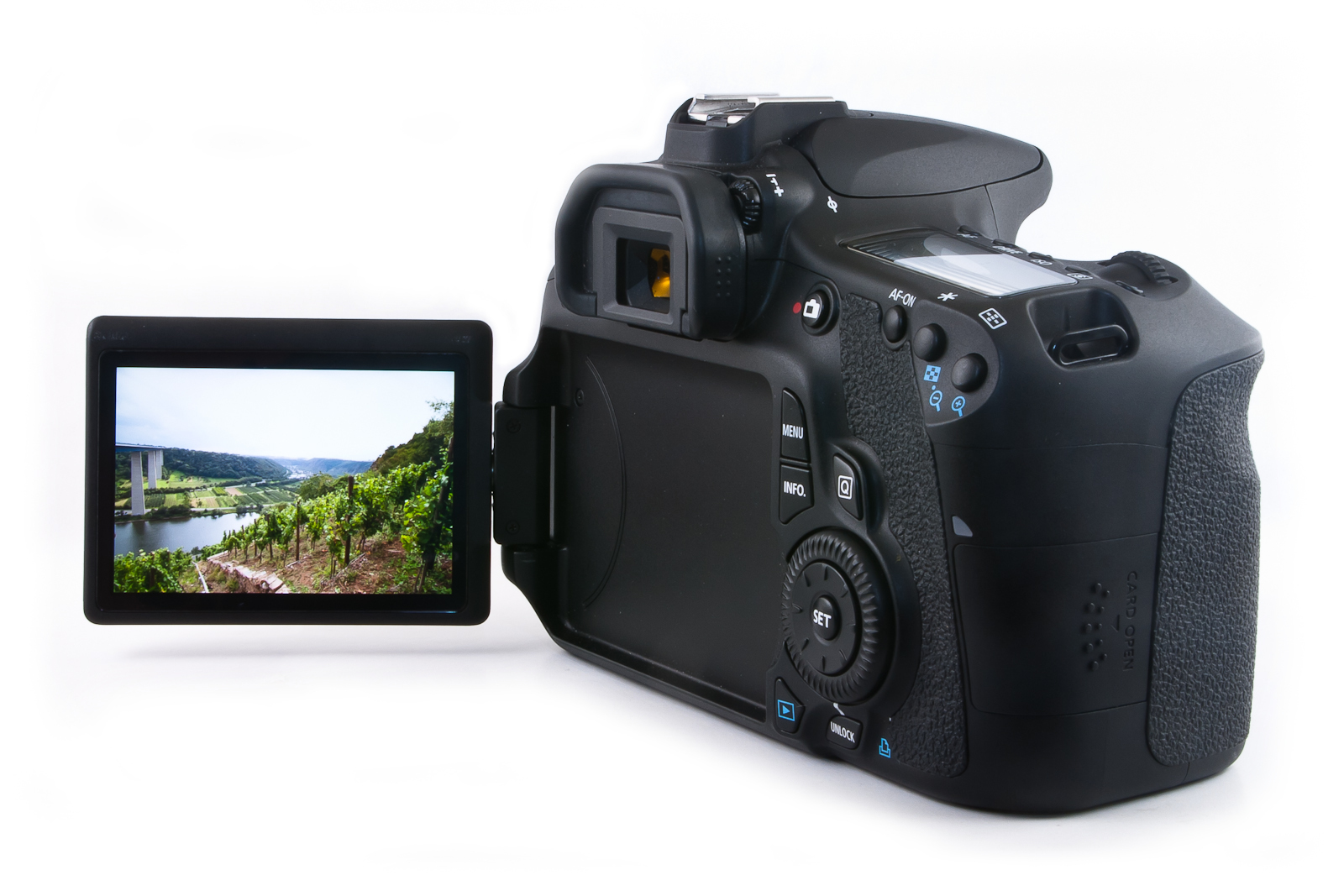
フリップスクリーンを開いた背面

2010年（平成22年）9月18日発売。EOS 50Dの後継機種。EOS 7DやEOS Kiss X4同等の1,800万画素のAPS-CサイズCMOSセンサーに、EOSデジタルシリーズ初のバリアングル液晶モニター（フリップスクリーン）を搭載する。また、EOS二桁シリーズで初めて動画撮影に対応し、カメラ内でRAWを現像する機能も備える。「趣味なら、本気で」の宣伝キャッチフレーズに謳われるように、EOS7DとEOS KissX4の中間に位置するハイ・アマチュア向けの機種といえる。なお、このシリーズでは従来のCFカードに替え、本機種からSD規格メモリーカードを記録媒体として採用するようになった。
2012年（平成24年）4月19日には、本機をベースとして、ローパスフィルターのHα輝線透過率を3倍にした天体撮影専用モデル「EOS 60Da」も発売されている。

### 主な仕様（50Dとの変更点のみ）

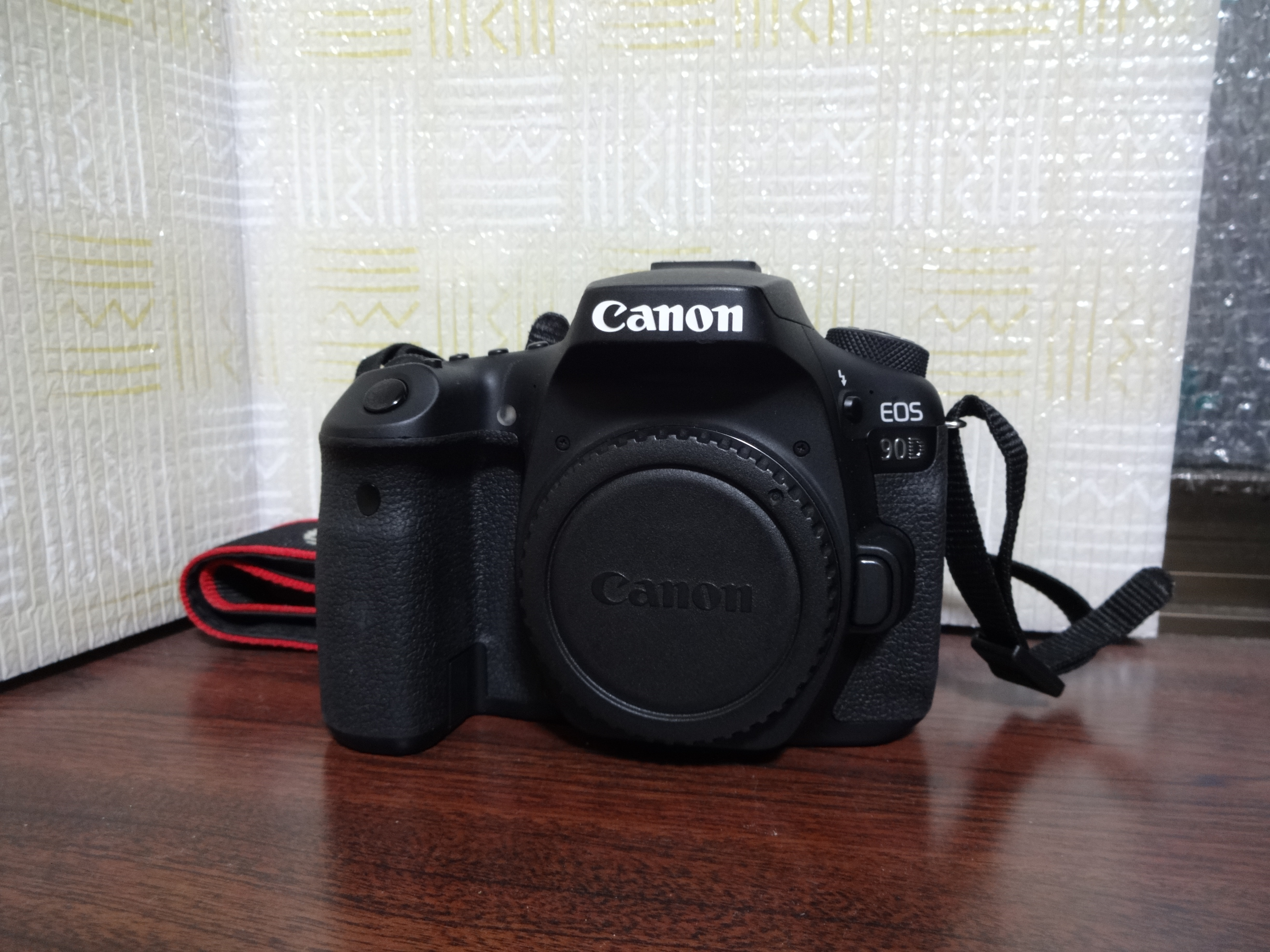
EOS 90Dのボディ

- 記録媒体：SD/SDHC/SDXCメモリーカード
- 有効画素数：約1,800万画素
- ISO感度：100 - 6400相当、1/2段、1/3段ステップ（ISO12800相当への拡張設定可能）上限設定可能
- 最大連写枚数：5.3枚/秒（JPEGラージ/ファイン:最大約58枚、RAW:最大約16枚、RAW+JPEGラージ/ファイン：約最大7枚）
- クリエイティブフィルター4種類（ラフモノクロ・ソフトフォーカス・トイカメラ風・ジオラマ風）
- モニタ：約104万ドットワイド3インチバリアングルTFT液晶モニタ
- 動画記録
  - 映像圧縮方式：MPEG–4 AVC／H.264可変（平均）ビットレート方式
  - 記録サイズとフレームレート
    - 1920×1080（Full HD）：30 p／25 p／24 p[7]
    - 1280×720（HD）：60 p／50 p[8]
    - 640×480（SD）：60 p／50 p
    - クロップ640×480（SD）：60 p／50 p
- 大きさ：144.5（幅）×105.8（高さ）×78.6（奥行） mm
- 重量：約755 g（CIPA基準）/約675 g（本体のみ）
- ボディ材質 : エンジニアリングプラスチック

## EOS 70D
2013年（平成25年） 8月29日発売。EOS60Dの後継機種。画像処理エンジンが『DIGIC 5+』に変更。イメージセンサーの画素数は約2020万画素に向上し、ライブビュー撮影時、特に動画撮影に威力を発揮するデュアルピクセルCMOS　AFを採用している。

### 主な仕様
- 記録媒体：SD/SDHC/SDXCメモリーカード
- 有効画素数：約2,020万画素
- ISO感度：100 - 12800相当、1/2段、1/3段ステップ（ISO25600相当への拡張設定可能）上限設定可能
- 最大連写枚数：7枚/秒（JPEGラージ/ファイン:最大約65枚、RAW:最大約16枚、RAW+JPEGラージ/ファイン：最大約8枚）
- クリエイティブフィルター4種類（ラフモノクロ、ソフトフォーカス、魚眼風、油彩風、 水彩風、トイカメラ風、ジオラマ風）
- モニタ：約104万ドットワイド3インチバリアングルTFT液晶モニタ、タッチパネル
- 動画記録
  - 映像圧縮方式：MPEG–4 AVC／H.264可変（平均）ビットレート方式
  - 記録サイズとフレームレート
    - 1920×1080（Full HD）：30p／25p／24p
    - 1280×720（HD）：60p／50p
    - 640×480（SD）：30p／25p
- 大きさ：139（幅）×104.3（高さ）×78.5（奥行） mm
- 重量：約755 g（CIPA基準）/約675 g（本体のみ）
- ボディ材質 : エンジニアリングプラスチック

## EOS 80D
2016年（平成28年）3月25日発売。EOS70Dの後継機種。有効画素数2,420万画素CMOSセンサー搭載。映像エンジンが『DIGIC 6』になり、最高約7コマ/秒の連続撮影が可能となった。オートフォーカス性能に関してはキヤノン初となる新開発のオールクロス45点位相差AFセンサーを搭載している。また、ダブルズームレンズキットの他に、いわゆる高倍率ズームレンズであるEF-S 18-135mm F3.5-5.6 IS USMが付属するレンズキットが登場した。

### 主な仕様
- 記録媒体：SD/SDHC/SDXCメモリーカード（UHS-I対応）
- 有効画素数：約2,420万画素
- ISO感度：100 - 16000相当、1/3段、1段ステップ（ISO25600相当への拡張設定可能）上限設定可能
- 最大連写枚数：7枚/秒（JPEGラージ/ファイン:最大約58枚、RAW:最大約16枚、RAW+JPEGラージ/ファイン：約最大20枚）
- クリエイティブフィルター（ラフモノクロ、ソフトフォーカス、魚眼風、トイカメラ風、ジオラマ風、水彩風、HDR絵画調標準、HDRグラフィック調、HDR油彩調、HDRビンテージ調）
- モニタ：約104万ドットワイド3インチバリアングルTFT液晶モニタ
- 動画記録
  - 映像圧縮方式：MPEG–4 AVC／H.264可変（平均）ビットレート方式
  - 記録サイズとフレームレート
    - 1920×1080（Full HD）：59.94p/50p/29.97p/25p/23.98p
    - 1280×720（HD）：59.94p/50 p/29.97p/25.00p
- 大きさ：139.0（幅）×105.2（高さ）×78.5（奥行） mm
- 重量：約730 g（CIPA基準）/約650 g（本体のみ）
- ボディ材質 : エンジニアリングプラスチック

## EOS 90D
2019年（令和元年）9月20日発売。EOS80Dの後継機種。4K動画撮影に対応。新開発の3,250万画素CMOSセンサーを搭載している。EOS 60D以降省略された背面のマルチコントローラーが復活した。また、シャッターボタンが半押しと全押しでレリーズの圧力が変化するEOS 5D MarkIV等と同じタイプに変更になった。EOS 80Dの視野率100%ファインダーとオールクロス45点AFセンサーの仕様を引き続き継承している。公称最高約10コマ/秒の連続撮影に対応。画像処理エンジンが『DIGIC 8』になったことで、撮影時に画像に対し、レンズの回折補正などを含む『デジタルレンズオプティマイザ』の適用が可能となった。これはキヤノンのAPS-Cセンサー搭載機の中でEOS Kiss Mに次いで2番目である。そのほかシングルスロットとなるがUHS-II規格のSDHC・SDXCメモリーカードに対応した。加えて EOS 30DからEOS 80Dまでのシャッター動作耐久は10万回だったのに対し、本機の耐久回数は12万回に強化された。また、デザインが一部変更された。すなわち二桁D機としては初めて、（X6i以降のEOS Kiss XシリーズやEOS 6D MarkIIと同様）ペンタカバー下部の右手が当たる所のボディに彫り込みが設けられ、したがってEOS 70DやEOS 80Dを初めとする先代機種よりグリップが大幅に深くなり、握りやすくなった。ボディ単体の販売の他、レンズキットとしてはEOS 80Dから登場したEF-S 18-135mm F3.5-5.6 IS USMのみとなり、ダブルズームキットは無い。

### 主な仕様
- 記録媒体：SD/SDHC/SDXCメモリーカード（UHS-II対応）
- 有効画素数：約3,250万画素
- ISO感度：100 - 25600相当、1/3段、1段ステップ（ISO51200相当への拡張設定可能）上限設定可能
- 最大連写枚数：11枚/秒（JPEGラージ/ファイン:最大約58枚、RAW:最大約24枚、RAW+JPEGラージ/ファイン：約最大24枚）
- クリエイティブフィルター（ラフモノクロ、ソフトフォーカス、魚眼風、水彩風、トイカメラ風、ジオラマ風、油彩風、HDR絵画調標準、HDRグラフィック調、HDR油彩調、HDRビンテージ調）
- モニタ：約104万ドットワイド3インチバリアングルTFT液晶モニタ
- 動画記録
  - 映像圧縮方式：MPEG–4 AVC／H.264可変（平均）ビットレート方式
  - 記録サイズとフレームレート
    - 3840×2160（4K）：29.97p/25p
    - 1920×1080（Full HD）：59.94p/50p/29.97p/25p/23.98p
    - 1280×720（HD）：59.94p/50 p/29.97p/25.00p
- 大きさ：140.7（幅）×104.8（高さ）×76.8（奥行） mm
- 重量：約701 g（CIPA基準）/約619 g（本体のみ）
- ボディ材質 : エンジニアリングプラスチック

## 上位機種
キヤノンは EOS 50D の上位機種として、EOS 7D を2009年10月2日に発売した。